# Identitet
«Identitet» («Идентичность») — песня албанских певцов Адриана Люльгюрая и Бледара Сейко, с которой они представляли Албанию на конкурсе песни «Евровидение 2013» в Мальмё, Швеция. Песня была выбрана на национальном отборе 22 декабря 2012 года.